# Neocleptria spinosa
Neocleptria spinosa là một loài bướm đêm trong họ Noctuidae.